# 嶽山城
嶽山城（だけやまじょう）は、大阪府富田林市彼方の嶽山山頂にあった日本の城。中腹に龍泉寺があることから龍泉寺城とも呼ばれる。元弘2年（1332年）に楠木正成が築城した。楠木七城の一つ。

## 概要
上赤坂城・下赤坂城や千早城の正面入口にあたり、峰続きの南西には金胎寺城が、更に南西には烏帽子形城があった。現在は城のあった辺りにかんぽの宿富田林がある。
城跡の比定地では、かんぽの宿の建設に伴い、1983年度に発掘調査が実施されたが、城の遺構と同時期の遺物は見つかっていない。かんぽの宿の西側にも城域が広がっていた可能性があるが、調査が行われておらず詳細は不明である。北側には千畳敷という小字名の緩やかな傾斜地があり、畠山が練兵場としていたという伝承が残る。戦国時代前期は山岳寺院を城郭として利用していた事例が多くあり、嶽山城においても龍泉寺を城郭の中心としていたと想定されている。
文献での記載は『多聞院日記』にある永正4年（1507年）に畠山義英が嶽山城に拠ったとする記述が最後であり、戦国時代末期まで城が機能していたと判断する材料は乏しいとする。

## 沿革
南北朝時代では南朝方の佐備氏が守将となって防衛に当たっていたが、延元2年/建武4年（1337年）、北朝方の細川顕氏の攻撃により激戦の末陥落した。その後、南朝方が奪還して楠木正儀・和田正武の軍が千人ほどいたが、正平15年/延文5年（1360年）に北朝方の細川清氏、赤松範実によって落とされた。以後は河内守護畠山氏の支城となる。
室町時代中期になると畠山氏にお家騒動が発生、畠山政長に家督や河内・紀伊・越中・山城の守護職を奪われた上に治伐の綸旨まで出され、朝敵にされた畠山義就が長禄4年（1460年）12月、籠城を開始する。ここに応仁の乱の前哨戦とも言える嶽山城の戦いが開始され、2年以上も細川勝元や政長を中心とする幕府軍を悩ませた。寛正4年（1463年）4月15日、嶽山城（岳山城）は陥落し、義就は紀伊国高野山、のち吉野に逃れた。
応仁の乱においては、文明3年（1471年）、河内国における西軍の数少ない拠点のひとつだった同城が東軍によって陥落している。
永正4年（1507年）12月4日、義就の孫・畠山義英が嶽山城（岳山城）に籠城した。永正5年（1508年）1月、畠山尚順や細川高国により同城は陥落したが、細川澄元の部将・赤沢長経が尚順らに無断で脱出させた。これは、畠山氏の一本化・強大化を避けるための措置だった。
城はこの後の畠山氏の没落と共に廃城になった。